# ふれあい生力駅
ふれあい生力駅（ふれあいしょうりきえき）は、福岡県田川郡福智町赤池にある平成筑豊鉄道伊田線の駅である。駅番号はHC7。

## 歴史
- 1997年（平成9年）3月22日：開業[1]。
- 2021年（令和3年）
  - 6月：福智町内にあるデイサービス生力ユーカリ園がネーミングライツを取得[2]。
  - 7月1日：駅ネーミングライツにより、「（生力ユーカリ園）ふれあい生力駅」となる[2]。

## 駅構造
相対式ホーム2面2線を持つ複線区間にある地上駅。無人駅である。駅舎はなく待合室のみのシンプルな駅である。駅は周辺よりやや低い位置にある。外部とはスロープで結ばれ、バリアフリー対応である。当駅の駐輪場手前に防犯カメラが設置されている。

### のりば

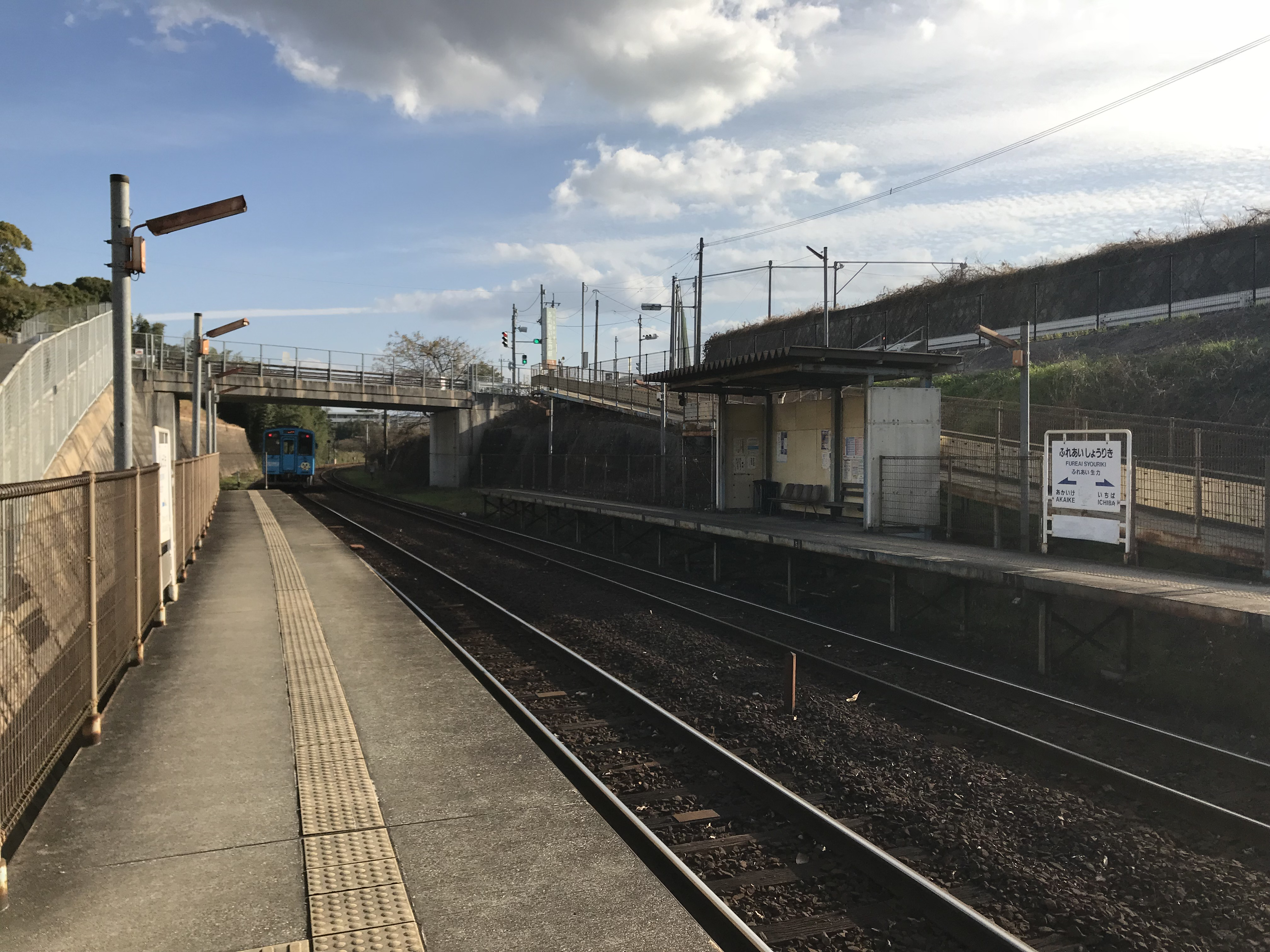
ホーム（2018年1月）

| ホーム | 路線    | 方向 | 行先                                 | 備考 |
| ------ | ------- | ---- | ------------------------------------ | ---- |
| 東側   | ■伊田線 | 上り | 金田・田川伊田・田川後藤寺・行橋方面 |      |
| 西側   | ■伊田線 | 下り | 直方方面                             |      |

※案内上ののりば番号は割り当てられていない。

## 利用状況
2015年度の1日平均乗降人員は197人である。

## 駅周辺
旧赤池町の中心市街地の北端部に位置している。周辺は赤池ニュータウンと呼ばれる住宅地となっている。
- 福智町図書館・歴史資料館ふくちのち
- 田川信用金庫赤池支店
- 福智町商工会館
- 赤池ニュータウン
- 福智町立赤池中学校
- 福智町立市場小学校
- 福智町民球場
- デイサービス生力ユーカリ園
- ディスカウントドラッグコスモス赤池店
- ドラッグストアモリ赤池店
- 赤池郵便局

## 隣の駅
平成筑豊鉄道
■伊田線
市場駅 (HC6) - ふれあい生力駅 (HC7) - 赤池駅 (HC8)